# كثرة اليوزينيات
فرط الحمضات أو فَرْط اليوزينيَّات(الحمضات) (بالإنجليزية: Eosinophilia)‏ هي حالة يتجاوز فيها عدد اليوزين في الدم المحيطي 5.0 × 108 / لتر (500 / ميكرولتر) و اليوزين مادة حامضية فلورية تتفاعل مع المواد القاعدية أو اليوزينية أو مركبات قاعدية مثل البروتينات. عادة ما تمثل اليوزينيات أقل من 7٪ من الكريات البيض، هناك عدة أسباب معروفة لهذه الحالة وأكثرها شيوعًا هي نوع من أنواع الحساسية أو العدوى الطفيلية. يثم تشخيص فرط الحمضات عن طريق العد الكامل للدم (CBC) ، ولكن الإجراءات التشخيصية الموجهة إلى السبب الأساسي تختلف تبعاً للظروف المشتبه بها. ليست هناك حاجة بشكل عام إلى عدد اليوزينيات المطلقة إذا أظهر CBC فرط اليوزينيات. يمكن استخدام موقع العامل السببي لتصنيف فرط اليوزينيات إلى نوعين عامين: خارجي، يكمن فيه العامل خارج سلالة خلية اليوزين. و eosinophilia، مما يدل على المسببات داخل خط الخلية eosiniphil العلاجات المحددة تمليها الحالة المسببة، على الرغم من أنه في فرط الحمضات مجهول السبب، يمكن السيطرة على المرض باالكورتيكوستيرويدات. فرط اليوزينيات ليس اضطرابًا (بل علامة فقط) ما لم يكن مجهول السبب.
عندما يكون تعداد اليوزينيَّات الدمويّة أكبر مِنْ 1.5 x 109 / ليتر، لفترة أكثر مِنْ ستّة شهور، فإنّها تسبب الضرر لأعضاء انْتِهائِيّة من مثل القلب والرئتين والجلد والمفاصل والجهاز العصبي قد يكون معرّضاً لذك أيضاً. وفي غياب أي سبب نَسيلِيّ أَو تفاعلي، فإنّ مصطلح متلازمة فرط الحمضات مجهولة idiopathic hypereosinophilic syndrome (HES) يكون هو المستعمل السبب. إنّ المعايير الثلاثة الحاسمة لل HES هي بذلك: 1. تعداد يوزينيّات مستديم أكبر مِنْ 1.5 x 109 / ليتر 2. إحداث الضرر للأعضاء الانْتِهائِيّة 3. لا وجود لسببَ قابل للتثبت لليوزينيّات ولا دليلَ على قَابِلِيَّة التَّنْسِيْل

## التصنيف
بناءً على أسبابها، يمكن تصنيف فرط اليوزينيات إلى أنواع فرعية. مع ذلك، فإن حالات فرط اليوزينيات، التي يترواح تعداد اليوزينيات فيها بين 500 و1500 لكل ميكرولتر، قد تتناسب مع المعايير السريرية، وبالتالي تقع ضمن إحدى فئات فرط اليوزينيات: الحد الأقصى البالغ 1500 لكل ميكرولتر بين فرط اليوزينيات وفرط اليوزينيات الشديد هو اعتباطي نوعًا ما. هناك نوعان على الأقل من المبادئ الارشادية المختلفة لتصنيف فرط اليوزينيات/فرط اليوزينيت الشديد إلى أنواع فرعية. تصنف فرق العمل العامة لأمراض وأورام الدم التابعة للجنة البريطانية لمعايير أمراض الدم هذه الاضطرابات إلى 1) أولية، أي تلك الناتجة عن خلل في خط خلايا اليوزينيات؛ 2) ثانوية، أي تلك التي تسببها الاضطرابات غير الأيوزينية؛ و3) مجهولة السبب. تصنف منظمة الصحة العالمية هذه الاضطرابات إلى 1) أورام نخاعية وليمفاوية مصحوبة بفرط في اليوزينيات وتشوهات في مستقبل عامل النمو المشتق من الصفائح الدموية إيه (بّي دي جي إف آر إيه) ومستقبل عامل النمو المشتق من الصفائح الدموية بيتا (ّي دي جي إف آر بيتا) ومستقبل عامل نمو الخلايا الليفية 1 (إف جي إف أر 1) (أي تعدادات اليوزينيات المرتفعة في الدم الناجمة عن طفرات في خط خلايا اليوزينيات لأحد هذه الجينات الثلاثة)، 2*) ابيضاض الدم اليوزيني المزمن، و3) متلازمة فرط اليوزينيات مجهول السبب. في التصنيف الأخير، لا يُعتبر فرط اليوزينيات/ فرط اليوزينيات الشديد الثانوي اضطرابًا حقيقيًا في اليوزينيات. هنا يُدمج ويُوسع هذان التصنيفان ليشملا العديد من الاضطرابات الثانوية، أي فرط اليوزينيات/فرط اليوزينيات الشديد التفاعلي، وهناك نوع فرعي آخر، فرط اليوزينيات الشديد المقيد بالأعضاء، وهو اضطراب يقتصر فيه تلف الأنسجة الناتج عن اليوزينيات على عضو واحد ويرتبط غالبًا، ولكن ليس دائمًا، بزيادة تعداد اليوزينيات في الدم.

## العلاج
يُركز العلاج على السبب الأساسي للمرض. مع ذلك، في حالة فرط اليوزينيات الأولي، أو إذا توجب خفض عدد اليوزينيات، يمكن استخدام الكورتيكوستيرويدات مثل بريدنيزون. مع ذلك، يمكن أن يكون كبت المناعة، الذي هو آلية عمل الكورتيكوستيرويدات، قاتلًا في مرضى الداء الطفيلي.